# اسدآباد پایین
اسدآباد پایین، روستایی از توابع بخش بهمن شهرستان ابرکوه در استان یزد ایران است.

## جمعیت
این روستا در دهستان مهرآباد قرار دارد و براساس سرشماری مرکز آمار ایران در سال ۱۳۸۵، جمعیت آن ۲۱۸ نفر (۷۱خانوار) بوده‌است.